# Almirall
|  | Aquest article tracta sobre la graduació militar més alta de la marina. Vegeu-ne altres significats a «Almirall (desambiguació)». |

Almirall és el grau militar, o part del nom del rang, amb què es coneixen els caps d'una flota o marina de guerra. Equival al general a l'exèrcit de terra. Quan es considera el rang Almirall, equival a un rang de 4 estrelles, que se situa per damunt de Vicealmirall i per sota d'Almirall de la Flota. Normalment s'abreuja Adm. ó ADM.

## Història i orígens
El mot almirall prové de l'àrab amir al-bahr (àrab: أمير البحر, romanitzat: amīr al-baḥr), ‘príncep de la mar’. Els Croats van adquirir el mot durant els seus encontres amb els àrabs, potser cap a començaments del segle xi. Els sicilians i els genovesos van prendre les dues primeres parts del terme, convertint-lo en un de sol, amiral, dels seus enemics catalans. Els francesos i els castellans van donar un nom semblant als seus comandants navals, mentre que a Portugal el mot varià a almirante. A Anglaterra el mot hi passà des de França, essent admyrall al segle xiv i admiral des del XVI.
Actualment, el mot Almirall està exclusivament associat amb el màxim rang naval a la major part de les marines del món, equivalent al rang de General. Però fins abans del final de la Segona Guerra Mundial, en alguns països europeus, Almirall era el tercer rang naval darrere dels d'Almirall General i Gran Almirall.
El rang d'almirall també ha estat sots-dividit en diversos graus, diversos dels quals van extingir-se al llarg de la història, mentre que d'altres encara tenen vigència. Per exemple, la Royal Navy britànica usava colors (vermell, blanc i blau, en ordre descendent) per indicar l'antiguitat dels seus almiralls fins al 1864; per exemple, el màxim rang que assolí Horatio Nelson va ser Vicealmirall de la Blanca (Vice Admiral of the White ). El terme genèric per a aquests equivalents navals dels generals de l'exèrcit és oficial de bandera. Algunes marines també han emprat títols homònims als de l'exèrcit, com el de General al Mar (General at Sea) de Cromwell)
N'hi ha de diverses classes i reben diferents noms segons els països, però generalment estan dividits en cinc categories: 
- OF-10 Almirall de la flota. Acostuma a ser un grau honorífic equivalent al de Capità general o Mariscal de l'exèrcit de terra.
- OF-9 Almirall o Almirall general. És equivalent al grau de General d'exèrcit a l'exèrcit de terra, i normalment és el màxim cap de la marina de guerra d'un país.
- OF-8 Almirall o Vicealmirall (segons els països). Equivalent a Tinent general o general de corps d'exèrcit.
- OF-7 Vicealmirall o contraalmirall (segons els països). Equivalent a general de divisió o major general.
- OF-6 Contraalmirall o Comodor (segons els països). Equivalent a general de brigada o brigadier.

### L'almirall medieval catalanoaragonès
Durant l'edat medieval ja rebia el títol d'almirall aquell qui ostentava el comandament suprem de la flota catalanoaragonesa. El 1230 el rei Jaume I va nomenar el primer almirall de Catalunya i Mallorca un membre de la família Carròs. Durant els segles xiii i XIV va anar assumint noves facultats, a banda del comandament dels vaixells, com ara la concessió de patents de cors, la direcció de les drassanes reials i fins i tot arribà a disposar de tres vicealmiralls. En aquesta època destacaren els almiralls Conrad Llança, Roger de Lloria, Ramon Marquet, Bernat II de Cabrera…
El 1364 el títol d'almirall d'Aragó va recaure de manera vitalícia al vescomte Hug Folc II de Cardona i des de llavors passà a ser hereditari fins a l'any 1543. Però el 1471 aquest títol passà a tenir una naturalesa només honorífica; en els següents setanta-cinc anys el comandament efectiu el va tenir l'anomenat almirall de Nàpols. En aquesta segona etapa alguns almiralls famosos foren Bernat de Vilamarí o Gonzalo Fernández de Córdoba.

## Insígnies d'Almirall per país
La insígnia d'Almirall sovint inclou 4 estrelles, però com es pot veure a la taula, en molts casos no és així:

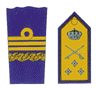
Almirall espanyol Armada Espanyola
Almirall Marina dels Estats Units d'Amèrica
Almirall francès Marine Nationale
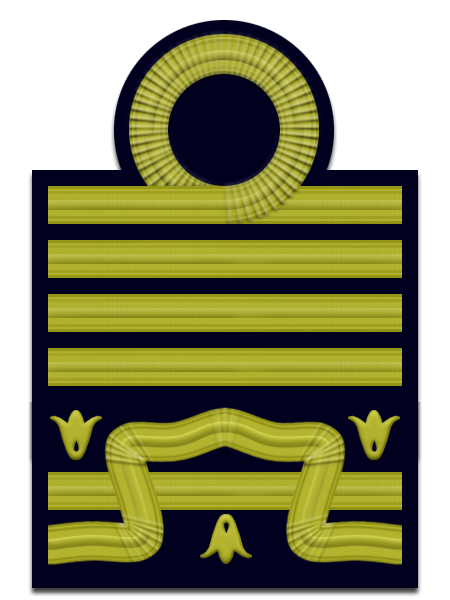
Almirall italià Regia Marina/ Marina Militare
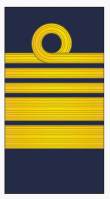
Almirall japonès Marina Imperial Japonesa
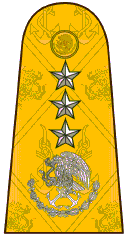
Almirall mexicà Marina Mexicana
Almirall polonès Marynarka Wojenna
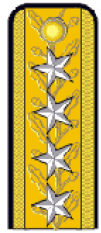
Almirall romanès Forţele Navale Române
Almirall britànic Bocamàniga Royal Navy
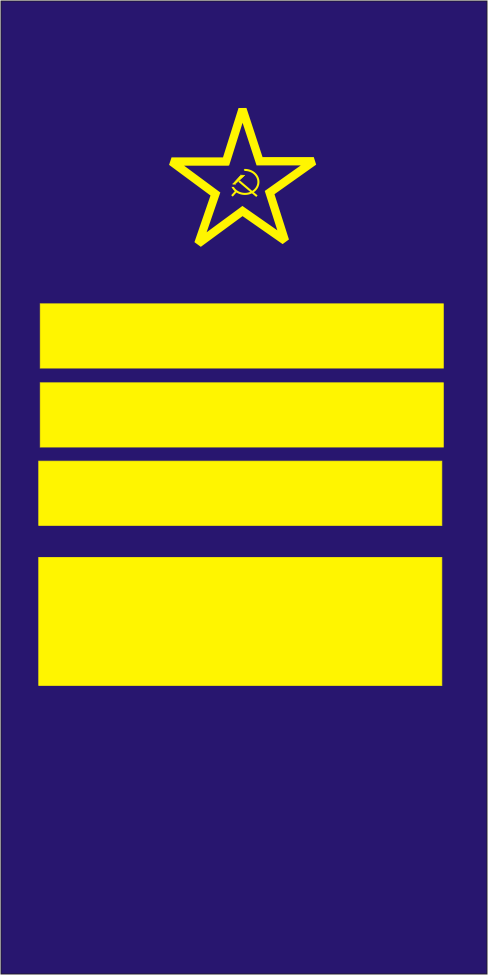
Almirall Bocamàniga Marina Soviètica
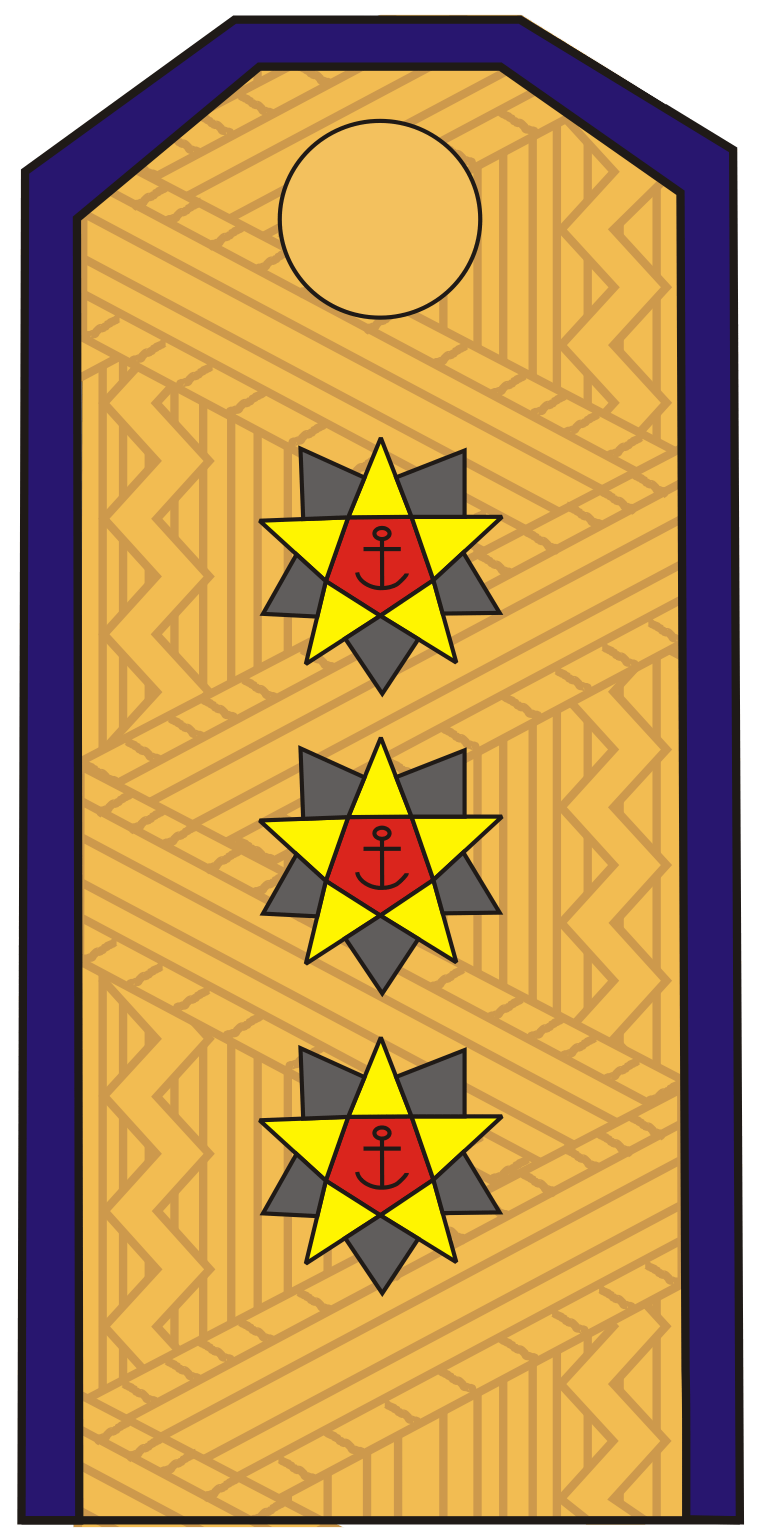
Almirall Espatlla Marina Soviètica
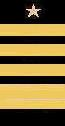
Almirall Xilè Marina Xilena

## Almiralls famosos
- Marc Vipsani Agripa
- Roger de Llúria
- Enric el Navegant
- Cristòfor Colom
- Lluís de Requesens
- Joan d'Àustria
- Francis Drake
- Andreu Doria
- Federico Gravina
- Horatio Nelson
- Isoroku Yamamoto
- Karl Dönitz
- Erich Raeder
- Andrew Browne Cunningham
- Chester W. Nimitz